# Sagramore
Sir Sagramore (noto anche come Sagramor e molte altre variazioni) è un Cavaliere della Tavola Rotonda nella leggenda arturiana. Appare in romanzi cavallereschi indipendenti e ciclici e in altre opere, comprese alcune in cui è il protagonista. La caratterizzazione di Sagramore varia da storia a storia, ma generalmente è rappresentato come un cavaliere virtuoso ma irascibile, che combatte ferocemente e con rabbia. Ottiene numerosi soprannomi, tra cui "il desideroso" (le Desrée) e "l'impetuoso" (l'Impétueux).

## Attestazioni
Le prime apparizioni di Sagramore avvengono nelle storie di Chrétien de Troyes, dove è uno dei grandi guerrieri e campioni di Re Artù. Nel successivo Tristano in prosa, Sagramore è ritratto come un grande amico di Tristano, e anche colui che avvisa il resto della Tavola Rotonda della sua morte. Ne La Morte di Artù di Thomas Malory, l'abilità di Sagramore varia da situazione a situazione; di solito perde le giostre contro cavalieri migliori, ma a volte è un valoroso combattente.
Sagramore è anche oggetto di un frammentario romanzo tedesco, Segremors, le cui parti giunte fino a noi descrivono il suo viaggio in un'isola governata da una fata e il suo combattimento indesiderato contro il suo amico Gawain. Nei Triunfos de Sagramor del XVI secolo di Jorge Ferreira de Vasconcelos e nel Memorial das Proezas da Segunda Távola Redonda, Sagramore e Costantino III di Britannia sono fusi in un unico personaggio, Sagramor Constantino, ritratto come l'erede di Artù che forma una nuova Tavola Rotonda per combattere i Sassoni e mantenere intatta la gloria della Gran Bretagna.

## Ascendenza
Chrétien de Troyes ne fa il nipote dell'immaginario Imperatore d'Oriente Adriano. Il ciclo della Vulgata espande la sua ascendenza e lo rende un figlio del re d'Ungheria e della figlia dell'Imperatore Romano d'Oriente; si dice che fosse persino un erede al trono di Costantinopoli. Tuttavia suo padre muore mentre è ancora giovane e sua madre accetta la proposta del re Brandegoris di Estangore in Gran Bretagna. Quando ha quindici anni, Sagramore si reca in Gran Bretagna per diventare uno dei cavalieri di Re Artù. All'arrivo sull'isola, combatte contro i nemici di Artù, con l'aiuto di Gawain e dei suoi fratelli, e tutti vengono successivamente nominati cavalieri.